# TUTicket
Der Verkehrsverbund Tuttlingen – Kurzbezeichnung TUTicket – war der Verkehrsverbund für den Landkreis Tuttlingen mit Sitz in Tuttlingen.
TUTicket war einer der kleinen Verkehrsverbünde sowie einer der wenigen Aufgabenträgerverbünde in Baden-Württemberg. Eine Verbundgesellschaft existierte nicht, die Arbeiten werden vom Landratsamt übernommen. Eine genaue Aufgaben- und Zuständigkeitstrennung zwischen Nahverkehrsamt und dem Verkehrsverbund war nicht vorhanden. 2017 wurden etwa 8,7 Mio. Fahrgäste befördert.
Der Verkehrsverbund Tuttlingen wurde am 1. Januar 2023 durch den Verkehrsverbund Schwarzwald-Baar-Heuberg abgelöst, der sich neben dem Landkreis Tuttlingen außerdem über den Schwarzwald-Baar-Kreis und den Landkreis Rottweil erstreckt. Zuvor existierte seit 2003 die „Regionale Tarifkooperation Schwarzwald-Baar-Heuberg“, durch die für Fahrten innerhalb der drei Verbünde ein gemeinsamer Übergangstarif galt. 

## Geschichte

### Entwicklung des Verbunds
TUTicket nahm seine Arbeit mit dem Ringzugstart im September 2003 auf. Aufgabe des Verbund war die Verkehrsplanung des ÖPNV im Landkreis Tuttlingen, also des kreisweiten Busverkehrs sowie innerhalb der Kreisgrenzen auch des Ringzugs, der gemeinsam mit den anderen beteiligten Landkreisen sowie der NVBW organisiert wurde.
Verkehrsplanung betrieb das Nahverkehrsamt des Landkreises Tuttlingen bereits seit den 1980er-Jahren, als der Landkreis Tuttlingen die Hohenzollerische Landesbahn durch das Donautal-Modell mit Zugfahrten auf der Strecke Tuttlingen – Fridingen im Rahmen des Schülerverkehrs beauftragte. Dies war bereits vor der Bahnreform ein Novum. Im Zuge dessen stellte sich als problematisch dar, dass parallele Busverkehre einzeln geplant und unabgestimmt verkehrten, was den Nutzen eines vom Landkreis bezahlten Zuges hemmte. Der Landkreis Tuttlingen ging daraufhin auf die betroffenen Busunternehmer zu und schloss mit diesen Verträge ab, welche die Planung und Finanzierung auf den Landkreis übertrugen. Dieser konnte nun, ohne dass die Busunternehmer ihre eigentliche Linienkonzession verloren, effiziente und linienübergreifende Fahr- und Umlaufpläne erstellen und finanzieren. Mit Einführung des Donautal-Modells 1990 war die Südbadenbus GmbH wegen des starken und attraktiveren Parallelverkehrs auf der Schiene nicht mehr zu einem eigenwirtschaftlichen Busverkehr auf der damaligen Linie 7450 (Tuttlingen-Sigmaringen) in der Lage, sodass der Landkreis auch diese Linie planerisch übernahm und für den Abschnitt im Landkreis Sigmaringen von diesem einen Zuschuss erhielt. Die Fahraufträge wurden über Jahre an dieselben mittelständischen Busunternehmer im Landkreis Tuttlingen vergeben, welche auch Linienkonzessionen besaßen. So kam es teilweise zu dem Kuriosum, dass die Fahrzeuge der Busunternehmen auch auf Linien von Konkurrenten fuhren.
In den 1990er-Jahren wurden die ehemaligen Südbadenbus-Linien 7451 und 7452 (Tuttlingen-Trossingen und Tuttlingen-Schwenningen) auf die gleiche Art übernommen. Unter dem Namen Baar-Konzept wurden außerdem nach dem Personenbeförderungsgesetz für den besonderen Schülerverkehr freigestellte Fahrten von Talheim nach Schwenningen in den Linienfahrplan integriert. Die Linienkonzession wurde dabei an die Firma Klaiber Bus GmbH & Co. KG übertragen, der Fahrplan erheblich ausgeweitet und vertaktet.
Mit Einführung des Ringzuges wurde das über Jahre geschliffene System im Donautal auf den gesamten Landkreis übertragen, schienenparallele Busfahrten wurden dabei überwiegend abgebaut und teilweise eingestellt. Mit der Zeit übernahm der Landkreis immer mehr Linien in die Planungsverantwortung, was sich teilweise auch im Linienverlauf oder in Linienbezeichnung bemerkbar machte. So wurden ehemalige Linienbezeichnungen landkreisweit einheitlich zweistellig umbenannt (z. B. Linie 2001 mit Konzessionsinhaber Fritz Buchheim und später Beck Bärenthal in Linie 20, SBG-Linien 7441, 7443, 7446 in 41, 43, 46), teilweise gab es auch bei besonders schülerlastigen Verkehren pro Linie über 20 verschiedene Kursarten, welche auch mit anderen Linien kombiniert werden konnten. Die Konsolidierung der einzelnen Verkehre war spätestens 2005 abgeschlossen, als die landkreisübergreifende SBG-Linie 7454 (Tuttlingen - Meßkirch) als Linie 54 übernommen wurde.
Diese Verkehrssituation war auch der Grundstein für den gemeinsamen TUTicket-Tarif, welcher ebenfalls mit Ringzugbeginn eingeführt wurde.

### Europaweite Ausschreibung der Busverkehre
Die mit den Busunternehmen getroffenen Verträge konnten nach Ausschöpfung der EU-Verordnung 1370/2007 bis Ende des Jahres 2019 verlängert werden, danach war wegen der Inanspruchnahme öffentlicher Gelder eine europaweite Ausschreibung nötig. Wegen Verzögerungen im Vergabeablauf wurde der neue Betriebsbeginn auf den 1. März 2020 verlegt, im Abschnitt zwischen Konzessionsende (30. November 2019) bis zum Betriebsbeginn wurden Übergangsverträge mit den alten Betreibern auf Basis der alten Fahr- und Umlaufpläne geschlossen. Durch die im Jahr 2018 erfolgte Ausschreibung konnten sich für die verschiedenen Netze die heimischen Betriebe Klaiber Bus GmbH & Co. KG (Spaichingen, Teilnetz Nordwest), Stadtbus Tuttlingen Klink GmbH (Tuttlingen, Teilnetz Süd) und Omnibus Beck GmbH (Bärenthal, Teilnetz Ost) durchsetzen. Dabei wurde ein deutlich einheitlicher Fahrplan mit gehobenerem Komfort umgesetzt. Zum gleichen Zeitpunkt wurden allerdings die kreisübergreifenden Linien weitgehend eingestellt.

### Weitere Entwicklung
Im Zuge der COVID-19-Pandemie im Jahr 2020 wurde ab Mitte des Jahres der Abendverkehr eingestellt, zunächst schon ab 20 Uhr, seit September 2020 ab 22 Uhr. Zum Fahrplanwechsel im Dezember 2020 wurde außerdem die Linie 220 von Aldingen nach Schömberg ab der Kreisgrenze mangels Fahrgästen eingestellt. Sie wurde seit Einführung 2015 (damals unter Verlängerung der Linie 43, ursprünglich SBG-Linie 7443) vom werktäglichen Stundentakt immer weiter ausgedünnt, zuletzt gab es nur wenige Fahrten über Deilingen hinaus nach Schömberg, jeweils mit Anschluss nach Balingen.
Nachdem es schon seit Längerem Überlegungen über einen Zusammenschluss der drei Verkehrsverbünde in der Regionale Tarifkooperation gab, wurde die Einrichtung eines gemeinsamen Verbunds Ende 2021 von den beteiligten Kreistagen beschlossen. Der neue Verkehrsverbund Schwarzwald-Baar-Heuberg entstand aus dem bestehenden Zweckverband Ringzug, dem im Zuge der neuen Aufgaben auch das Land Baden-Württemberg beitrat. Die neue Satzung wurde am 21. November 2022 unterzeichnet und der Start des gemeinsamen Tarifs auf den 1. Januar 2023 festgelegt.

## Eisenbahnstrecken im Tarifgebiet

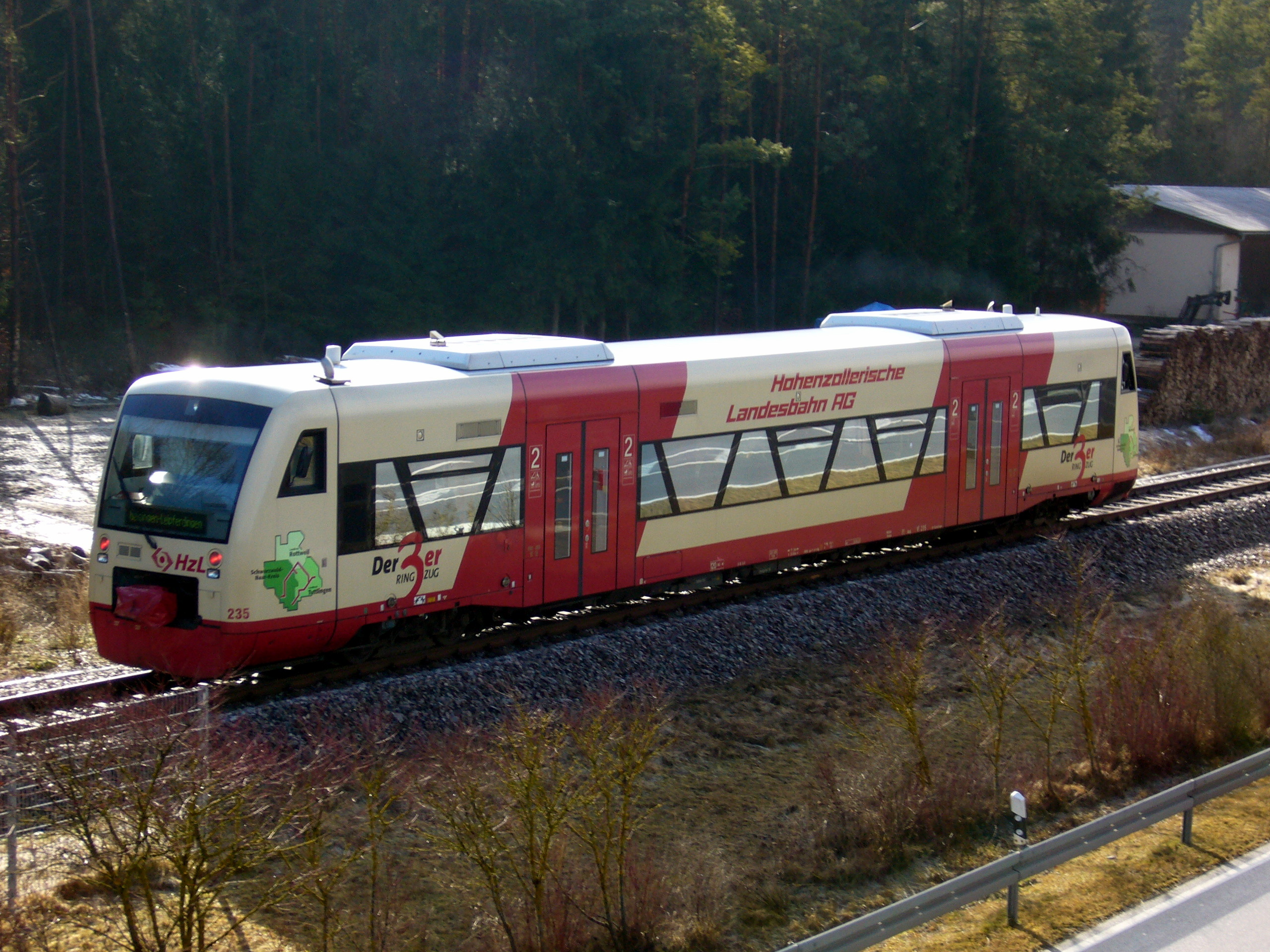
Der Ringzug auf der Wutachtalbahn in der Nähe des Haltepunkts Geisingen-Kirchen

Das Tarifgebiet von TUTicket wurde von fünf aktiven Eisenbahnstrecken durchzogen:
- die Bahnstrecke Plochingen–Immendingen im Abschnitt Rottweil-Neufra – Immendingen
- die Bahnstrecke Tuttlingen–Inzigkofen im Abschnitt Tuttlingen – Fridingen an der Donau
- die Wutachtalbahn im Abschnitt Geisingen-Leipferdingen – Immendingen
- die Schwarzwaldbahn im Abschnitt Geisingen – Immendingen
- die Trossinger Eisenbahn

Durch den Start des Ringzuges 2003 verbesserte sich der Bahnverkehr auf dem Gebiet von TUTicket wesentlich, sodass das Verbundgebiet zuletzt 28 aktive Bahn-Haltepunkte aufweisen konnte. Viele Gemeinden verfügten so wieder über einen (oder oft sogar mehrere) Bahnhaltepunkte. Die Buslinien im Tarifgebiet wurden konsequent mit dem Ringzug vertaktet, sodass im Zusammenhang mit den Veränderungen seit 2003 oft von einem „Quantensprung“ im Nahverkehr der Region die Rede war. 

## Verkehrsbetriebe im TUTicket-Verbund

Logo 2003–2020

In der Neuausschreibung des Regionalverkehrs gewannen folgende Unternehmen jeweils eines der drei Lose:
- Klaiber Bus GmbH & Co KG, Spaichingen
- Stadtbus Tuttlingen Klink GmbH, Tuttlingen (betreibt auch alleinverantwortlich den Tuttlinger Stadtbus)
- Omnibus Beck GmbH, Bärenthal

Folgende Unternehmen fuhren zusätzlich im Regionalbusverkehr einzelne Umläufe im Auftrag der Losgewinner:
- Oberist Reisen, Aldingen
- TUTBus GmbH & Co. KG, Tuttlingen (Tochterfirma von Klaiber Bus)
- Omnibus Fecht, Meßkirch

Für den Schienenverkehr des Ringzuges zeichnete der Zweckverband Ringzug als Organisation aller drei beteiligten Landkreise verantwortlich. Die Bahnbus-Unternehmen der Deutschen Bahn wurden seit den 2000er-Jahren landkreisweit abgelöst, sowohl im Fahrbetrieb als auch den Konzessionszugehörigkeiten. Dies betraf vor allem die Südbadenbus GmbH, welche zuletzt 2019 die restlichen Linien abgeben musste, aber bereits zuvor schon viele Jahre keine eigenen Busse mehr im Landkreis Tuttlingen einsetzte.